# Klára Sedláčková-Oltová
Klára Sedláčková-Oltová, rozená Klára Sedláčková, (* 20. února 1976 Pardubice) je česká divadelní, televizní a filmová herečka.

## Životopis
Dětství strávila v Pardubicích jako aktivní členka různých kroužků – hrála na klavír, balet, věnovala se sjezdovému lyžování, ale také se věnovala divadlu v dramatickém kroužku. Její pedagožkou v něm byla Nina Martínková, která ji také po absolvování pardubického gymnázia připravila na přijímací zkoušky na DAMU a JAMU. V roce 1994 byla přijata na JAMU. 

## Studium na JAMU
Na JAMU studovala na katedře činoherního herectví. Jejími pedagogy byli např. Josef Karlík nebo Nika Brettschneiderová.
Mezi její spolužáky v ročníku patřili např. Petra Výtvarová, Gabriela Pyšná, Jana Kokotková, Martina Stehlíková (Preissová), Lada Jelínková nebo Tomáš Impseil.
Její první rolí v rámci studia na JAMU, ve Studiu Marta byl v roce 1996 záskok za těhotnou spolužačku Evu Prchalovou, za kterou získala v květnu 1996 cenu za nejlepší herecký výkon v rámci festivalu Zlomvaz. Jednalo se o roli Ester v dramatu R. Vitraca Viktor aneb Dítka u moci. 
V roce 1998 absolvovala činoherní herectví na Divadelní fakultě Janáčkovy akademie múzických umění v Brně. Již ke konci svých vysokoškolských studií byla členkou pražského Divadle v Dlouhé. V angažmá setrvává dodnes. 

## Divadelní role
JAMU – Studio Marta, scéna Divadelní fakulty
| Rok premiéry | autor textu  | název hry                | role              | režie           |
| ------------ | ------------ | ------------------------ | ----------------- | --------------- |
| 1995         | Roger Vitrac | Viktor aneb Dítka u moci | Ester             | Michal Hatina   |
| 1996         | Witkiewicz   | Matka                    | Josefa von Obrock | Milena Hurajová |
| 1997         | Čechov       | Platonov                 | -                 | Arnošt Goldflam |
| 1997         | Ghelderode   | Sir Halewyn              | Purmelende        | Lukáš Hajn      |
| ?            | Vitrac       | Viktor aneb Dítka u moci | Ester             | Sergej Butko    |

## Divadlo v Dlouhé
Pro první roli si ji vybrala (ještě jako studentku JAMU) režisérka Hana Burešová. Obsadila ji jako partnerku Karla Rodena ve hře Velkolepý paroháč. Karel Roden byl také jejím prvním filmovým partnerem ve snímku Kytice.
| Rok premiéry | autor                       | název hry                                     | role                       | režie            | poznámka                                                           |
| ------------ | --------------------------- | --------------------------------------------- | -------------------------- | ---------------- | ------------------------------------------------------------------ |
| 1998         | Crommelynck                 | Velkolepý paroháč                             | Stella                     | Hana Burešová    | vystupovala ještě jako studentka JAMU                              |
| 1998         | Pěkný, Preussler            | Malá čarodějnice                              | Malá čarodějnice           | Zoja Mikotová    |                                                                    |
| 1998         | Weiner, Goldflam            | Kabaret Richard Weiner                        | -                          | Arnošt Goldflam  |                                                                    |
| 1998         | Labiche                     | Sýr, sýr! Aneb Lov na Havrany                 | Catiche                    | Hana Burešová    |                                                                    |
| 1999         | Shepard                     | Mámení mysli                                  | Beth                       | Ewan McLaren     |                                                                    |
| 1999         | Nestroy                     | Opice a ženich                                | Jenovefa                   | Hana Burešová    |                                                                    |
| 2000         | Morávek                     | Kabaret Undine                                | Rusalka                    | Vladimír Morávek |                                                                    |
| 2000         | Burešová, Otčenáček, Vedral | Obrazy z Francouzské revoluce                 | -                          | Hana Burešová    |                                                                    |
| 2000         | Pitínský, Deml, Čep         | Sestra Úzkost                                 | Smrt                       | J. A. Pitínský   | alternace s Michaelou Doležalovou                                  |
| 2000         | Ludvík Aškenazy             | Jak jsem se ztratil aneb Malá vánoční povídka | holčička se sirkami aj.    | Jan Borna        | alternace s Magdalénou Zimovou                                     |
| 2001         | Pratchett                   | Soudné sestry                                 | Magráta Česneková          | Hana Burešová    |                                                                    |
| 2002         | Camus, Dostojevskij         | Běsi                                          | Lizaveta Nikolajevna       | Hana Burešová    |                                                                    |
| 2002         | -                           | Mokré písně z Dlouhé                          |                            |                  |                                                                    |
| 2002         | Harwood                     | Garderobiér                                   | Irena                      | Martin Huba      |                                                                    |
| 2003         | Königgratz                  | Ještě žiju s věšákem, čepicí a plácačkou      | Esmeralda Tóth             | Hana Burešová    | alternace s Magdalenou Zimovou                                     |
| 2004         | Bauer                       | MIKROdramataVELIKÁNI                          | -                          | Karel Král       |                                                                    |
| 2004         | Landovský                   | Supermanka                                    | -                          | Pavel Landovský  |                                                                    |
| 2004         | Tabori                      | Goldbergovské variace                         | Ernestina van Veenová      | Hana Burešová    | alternace s Marií Turkovou                                         |
| 2004         | Synge                       | Hrdina západu                                 | Margareta Flaheryová       | Janusz Klimsza   |                                                                    |
| 2006         | Bulgakov                    | Moliére                                       | Armanda                    | Sergej Fedotov   | Alternace s Magdalenou Zimovou                                     |
| 2008         | Dousková                    | Oněgin byl rusák                              | Gábina, aj.                | Jan Borna        | Alternace s Helenou Dvořákovou                                     |
| 2008         | Marivaux                    | Experiment                                    | Adina                      | Hana Burešová    |                                                                    |
| 2008         | Krejčí, Šang-žen            | Vějíř s broskovými květy                      | Li Čen-li                  | J. A. Pitínský   |                                                                    |
| 2009         | Calderon                    | Lékař své cti                                 | Doňa Leonora               | Hana Burešová    | Alternace s Marií Turkovou                                         |
| 2010         | Shakespeare                 | Macbeth                                       | Lady Macbeth               | Jan Mikulášek    |                                                                    |
| 2011         | Stroupežnický               | Naši furianti                                 | Kristýna Fialová           | Jan Borna        | Cena za nejlepší herecký výkon GRAND Festival smíchu v Pardubicích |
| 2011         | Čechov                      | Tři sestry                                    | Natálie                    | Martin Františák |                                                                    |
| 2011         | Kelly                       | Láska a peníze                                | Val                        | Jan Mikulášek    |                                                                    |
| 2012         | Burešová, Otčenášek, Dumas  | Tři mušketýři                                 | Konstance Bonacieux        | Hana Burešová    |                                                                    |
| 2013         | Ibsen                       | Eyolfek                                       | Asta                       | Jan Nebeský      |                                                                    |
| 2013         | Ghelderode                  | Slečna Jairová                                | Blandina                   | Hana Burešová    | Alternace s Magdalenou Zimovou                                     |
| 2014         | Shakespeare                 | Mnoho povyku pro nic                          | Héra                       | Hana Burešová    |                                                                    |
| 2014         | Františák, Glazarová        | Vlčí jáma                                     | Martina                    | Martin Františák |                                                                    |
| 2014         | Vitrac                      | Viktor aneb Dítka u moci                      | Tereza                     | Jan Mikulášek    |                                                                    |
| 2015         | Drábek                      | Vykřičené domy                                | -                          | Adam Svozil      |                                                                    |
| 2016         | Ibsen                       | Heda Gablerová                                | Tea Elvstedová             | Jan Nebeský      |                                                                    |
| 2016         | Vyrypajev                   | Iluze                                         | Alžběta Burianová          |                  |                                                                    |
| 2017         | Čechov                      | Racek                                         | Irina Arkadinová           | SKUTR            |                                                                    |
| 2018         | Sofokles                    | Elektra                                       | chór                       | Hana Burešová    |                                                                    |
| 2018         | SKUTR                       | Sen v červeném domě                           | Panenka s ustřiženou řasou | SKUTR            |                                                                    |
| 2018         | SKUTR, Havel                | Dopisy Olze                                   | -                          | SKUTR            |                                                                    |
| 2019         | Wojtyszko                   | Nebe-peklo                                    | Manja                      | Jakub Krofta     |                                                                    |
| 2020         | Frayn                       | Bez roucha                                    | Belinda                    | Hana Burešová    |                                                                    |
| 2021         | Bulgakov                    | Mistr a Markétka                              | Hela, Marek                | SKUTR            |                                                                    |
| 2022         | Majling                     | Konec rudého člověka                          | novinářka                  | Michal Vajdička  |                                                                    |
| 2022         | Mozart                      | Kouzelná flétna                               | Papagena                   | SKUTR            |                                                                    |
| 2022         | S. d. Ch.                   | Krize majestátu smrti                         | -                          | Karel Král       |                                                                    |
| 2023         | Haim                        | Valčík náhody                                 | -                          | Michal Vajdička  |                                                                    |
| 2023         | Davys                       | Amberville - Plyšoví gangsteři                | Emma Ramlice               | Jan Jirků        |                                                                    |
| 2024         | Brecht                      | V džungli měst                                | Maë Gargová                | David Šiktanc    |                                                                    |
| 2024         | Pasolini                    | Teoréma                                       | matka                      | Jakub Čermák     |                                                                    |
| 2025         | István Tasnádi              | Kartonový taťka                               | Eva                        | Michal Vajdička  |                                                                    |

## Role v jiných divadlech
| Rok premiéry | autor                     | název hry                  | role            | režie           | poznámka                                                    |
| ------------ | ------------------------- | -------------------------- | --------------- | --------------- | ----------------------------------------------------------- |
| 2002         | Carriére                  | Tahák                      | Zuzana          | Eva Bergerová   |                                                             |
| 2002         | Villqist                  | Bez kyslíku a Kostka sádla | Karla           | Hana Burešová   | Divadlo Na zábradlí                                         |
| 2002         | Shakespeare               | Král Lear                  | Kornelie        | Martin Huba     | Agentura SCHOK Praha, alternace s B. Seidlovou a L. Rybovou |
| 2005         | Rovner                    | Bílá vrána                 | Dafné           | Eva Bergerová   |                                                             |
| 2009         | Trier                     | Prolomit vlny              | Bess            | Ondřej Zajíc    | Divadlo Rokoko                                              |
| 2015         | Štráfeldová               | Sestry B.                  | Zorka           | Michal Bureš    | Divadlo Františka Troníčka                                  |
| 2016         | Mikulášek, Ljubková, Fuks | Spalovač mrtvol            | Wilhelmova žena | Jan Mikulášek   | Národní divadlo                                             |
| 2019         | Calsley                   | To mám ale kliku           | Sára Fineová    | Janusz Klimsza  | Divadlo Ungelt                                              |
| 2021         | Goldflam                  | Réza a Mili                | -               | Arnošt Goldflam |                                                             |

## Televizní role
První televizní rolí Kláry Oltové byla role „medium“ v jednom z dílu seriálu Draculův švagr (1996, režie Karel Smyczek). A i většina jejich další televizních rolí patří do seriálové tvorby.
Popularitu televizních diváků  získala nejvíce díky rolím v seriálu Hop nebo trop a Ordinace v růžové zahradě.
Dětští diváci ji dobře znají televizního Kabaretu z maringotky (2006),  z cyklu Náš (ne)povedený kabaret (2011) nebo z pořadu o etiketě (Vel)Mistr E (2014).
Výběr seriálových rolí:
| Rok premiéry | název seriálu             | režie                 | role              | poznámka                             |
| ------------ | ------------------------- | --------------------- | ----------------- | ------------------------------------ |
| 1996         | Draculův švagr            | Karel Smyczek         | medium            | první televizní role                 |
| 2000         | To jsem z toho jelen      | Karel Smyczek         |                   | díl- Malá alžbětínská tragedie       |
| 2003         | Útěk do Budína            | Miloslav Luther       | Dora Brémová      |                                      |
| 2004 a 2008  | Hop nebo trop             | Jiří Chlumský         | Pavla Pelcová     |                                      |
| 2009         | Poste restante            | Karel Smyczek         | poštovní úřednice |                                      |
| 2013         | Špačkovi v síti času      | Karel Smyczek         |                   |                                      |
| 2014         | Škoda lásky               | Jan Pachl             |                   | díl: Zamilovaná                      |
| 2015         | Vraždy v kruhu            | Ivan Pokorný          |                   | 7 epizod                             |
| 2017 - 2020  | Ordinace v růžové zahradě | různé                 | Květa Hrzánová    | 13.- 16. řada                        |
| 2017         | Modrý kód                 | Jaromír Polišenský    |                   | 18. díl z 1. série (Těhotenství)     |
| 2017         | Dáma a Král               | Vladimír Michálek     |                   | 1. díl z 1. série (Návrat Krále)     |
| 2018         | Specialisté               | Róbert Šveda          |                   | 12. díl ze 3. série (Klient)         |
| 2019         | Policie Modrava           | Jaroslav Soukup       |                   | 6. díl ze 3. série (Neznámý útočník) |
| 2021         | Ochránce                  | Tomáš Mašín           | vychovatelka      | 2. díl (Vražda vychovatelky)         |
| 2021         | O kouzelné rybí kostičce  | Alena Dezsiová        | vypravěč          |                                      |
| 2022         | Gumy                      | Karin Krajčo Babinská |                   | 2. díl (Koupaliště)                  |

## Role v televizních filmech
| Rok premiéry | název filmu        | režie          | role     |
| ------------ | ------------------ | -------------- | -------- |
| 1995         | Valčík na uvitanou | Antonín Přidal |          |
| 1998         | Vše pro firmu      | Karel Smyczek  |          |
| 2002         | Iguo Igua          | Tomáš Krejčí   |          |
| 2006         | Vřesový trůn       | Tomáš Krejčí   | chůvička |
| 2007         | Operace Silver A   | Jiří Strach    | Žáčková  |
| 2008         | Pohádkové počasí   | Tomáš Krejčí   |          |
| 2013         | Sebemilenec        | Filip Renč     |          |
| 2022         | Ledviny bez viny   | Jiří Vejdělek  |          |

## Filmové role
Filmovým debutem Kláry Oltové byla role v Brabcově filmové Kytici. Na základě tohoto filmu, ve kterém byla partnerkou Karla Rodena, si ji vybrala režisérka Hana Burešová pro spolupráci do Divadla v Dlouhé. 
| Rok premiéry | název filmu          | režie                      | role                           | poznámka                   |
| ------------ | -------------------- | -------------------------- | ------------------------------ | -------------------------- |
| 2000         | Kytice               | F. A. Brabec               | Milá (v části Svatební košile) | filmový debut              |
| 2004         | Román pro ženy       | Filip Renč                 | kadeřnice Sandra               |                            |
| 2006         | Prachy dělaj člověka | Jan Kulhavý, Jiří Chlumský |                                |                            |
| 2014         | Raluca               | Zdeněk Viktora             |                                |                            |
| 2015         | Malý Pán             | Radek Beran                |                                | pouze hlas (loutkový film) |
| 2017         | Všechno nebo nic     | Marta Ferencová            | sekretářka                     |                            |
| 2022         | Reklama na Vánoce    | Aleš Kaizner               |                                |                            |
| 2022         | Betlémské světlo     | Jan Svěrák                 |                                |                            |

## Rozhlasové role
Klára Oltová ztvárnila několik set rolí v různých rozhlasových hrách a pořadech.

### Výběr některých rozhlasových rolí
| Rok  | autor             | Název hry                                       | režie                             | role              |
| 1998 | Goldflam          | Budou vyvoláni jménem                           | J. A. Pitínský                    | Květa             |
| 2005 | Nenadál           | Lázňařky                                        | Otakar Kosek                      | sestra            |
| 2005 | Kosková           | Poražený vítěz                                  | Dimitrij Dudík                    | žena              |
| 2005 | Maupassant        | Miláček                                         | Ivan Chrz                         | služka            |
| 2006 | Kolmaš, Štroblová | Černý mrak v bílém                              | Hana Kofránková                   |                   |
| 2006 | Moliére           | Tartuffe                                        | Hana Burešová                     | Mariana           |
| 2006 | Kafka             | Zámek                                           | Dimitrij Dudík                    | Pepina            |
| 2006 | Čechov            | Racek                                           | Aleš Vrzák                        | Nina              |
| 2007 | Denková           | Pekelná hospoda                                 | Hana Kofránková                   |                   |
| 2008 | Kohout            | Marast                                          | Vlado Rusko                       | Maruš             |
| 2008 | Grin              | Jessie a Morgiana                               | Vlado Rusko                       | Jessie            |
| 2008 | Čapkovi           | Lásky hra osudná                                | Hana Kofránková                   | Isabella          |
| 2009 | Svoboda           | Srnky                                           | Dimitrij Dudík                    | Srnka Soňa        |
| 2009 | Fellini           | Milostné dopisy                                 | Hana Kofránková                   | Adrianka          |
| 2009 | Stoker            | Hrabě Drákula                                   | Petr Mančal                       | upírka            |
| 2010 | Fischerová        | Nevděčné děti                                   | Hana Kofránková                   | Mini              |
| 2011 | Horváth           | Neznámá ze Seiny                                | Aleš Vrzák                        | Lucille           |
| 2012 | Schreiner         | Najednou                                        | Petr Mančal                       | Matka s termoskou |
| 2014 | Waltari           | Nesmrtelný Etrusk                               | Hana Kofránková                   | anděl             |
| 2014 | Chandrasekhar     | Chyba spojení                                   | Aleš Vrzák                        | Vidya             |
| 2015 | Jessen            | Po oslavě                                       | Aleš Vrzák                        |                   |
| 2015 | Jůza              | O perle z koruny liščího krále                  | Petr Vodička                      |                   |
| 2016 | Fekar             | Tajemné sny lesních vil                         | Lukáš Hlavica                     |                   |
| 2016 | Bradbury          | 451 stupňů Fahrenheita                          | Lukáš Hlavica                     | Paní Phlepsová    |
| 2016 | Mamet             | Listopad                                        | Vít Vencl                         |                   |
| 2017 | Wodehouse         | Případů se ujímá Jeeves                         | Martina Shlegelová                | Flora             |
| 2018 | Goldflam          | Života běh                                      | Vít Vencl                         | maminka           |
| 2019 | Hudský            | Neviditelná princezna                           | Vlado Rusko                       |                   |
| 2019 | Míková            | Varvara                                         | Apolena Novotná                   |                   |
| 2019 | Havel             | Žebrácká opera                                  | Lukáš Hlavica                     | Polly             |
| 2019 | Aškenazy          | Putování za švestkovou vůní                     | Adam Svozil a Kristýna Jankovcová | Husa              |
| 2019 | Peřina            | Komáři se ženili aneb Ze života obtížného hmyzu | Lukáš Hlavica                     |                   |
| 2020 | Vlasáková         | Fantastický zverimex                            |                                   |                   |
| 2020 | Dvořák            | Zděšen a okouzlen                               | Vít Vencl                         |                   |
| 2020 | Horváth           | Soudný den                                      | Vít Vencl                         | Lena              |
| 2020 | Moriarty          | Sedmilhářky                                     | Vít Vencl                         |                   |
| 2020 | Fitzgerald        | Velký Gatsby                                    | Lukáš Hlavica                     | Catherine         |
| 2021 | Čtvrtek           | Co se stalo, než šel Joska vrátky               | Lukáš Hlavica                     | divoženka         |
| 2021 | Vondruška         | Ďáblův nápoj                                    | Lukáš Hlavica                     | Johanka           |
| 2022 | Dario Fo          | Isabella, tři karavely a podfukář               | Vít Vencl                         | Isabella          |
| 2023 | Delaporte         | Jméno                                           | Josef Kačmařčik                   | Elisabeth         |

## Četba a audioknihy
Kromě práce pro Český rozhlas v dramatických rozhlasových hrách se Klára Oltová často věnuje četbě knih pro různá audionakladatelství, a to jak jednohlasné, tak i vícehlasé.
Výběr audioknih:
| rok  | autor                    | Název knihy                          | režie              | poznámka                                                   |
| ?    | Miloš Kratochvíl         | Modrý Poťouch                        |                    |                                                            |
| 2014 | Andrzej Sapkowski        | Zaklínač I. Poslední přání           | Jakub Tabery       | dramatizace, role: Renfri                                  |
| 2016 | Astrid Lindgrenová       | Lotta z Rošťácké uličky              |                    |                                                            |
| 2016 | Jiří Marek               | Můj strýc Odysseus                   |                    | dramatizace                                                |
| 2017 | Astrid Lindgrenová       | Vánoční večírek Pipi Dlouhé punčochy |                    |                                                            |
| 2023 | Nicholas Sparks          | Milý Johne                           | Vlado Rusko        | Dvouhlasá četba, vydavatel Euromedia Group, a.s.           |
| ?    | Robert Merle             | Malevil                              | Jan Jiráň          | Vícehlasá dramatizace,vydavatel Kristián                   |
| 2018 | Agatha Christie          | Poslední víkend                      | Daniel Tůma        | Vícehlasá dramatizace,                                     |
| 2018 | Andrea Maria Schenkelová | Jedlová samota                       | Jindřiška Nováková | Vícehlasá dramatizace, vydavatel Audiostory, s.r.o.        |
| 2021 | Lyman Frank Baum         | Čaroděj ze země Oz                   | Vratislav Hubička  | Vydavatel: Tympanum                                        |
| 2021 | David Lodge              | Hostující profesoři                  |                    | Vícehlasá četba, vydavatel: OneHotBook                     |
| ?    | Lucy Maud Montgomery     | Anna ze Zeleného domu                | Jitka Škápíková    | Jednohlasá četba, vydavatel: OneHotBook                    |
| ?    | MR Carey                 | Všemi dary obdarovaná                | Michal Bureš       | Vícehlasá četba, vydavatel: OneHotBook                     |
| 2022 | Julius Zeyer             | Radúz a Mahulena                     | Jindřiška Nováková | Vícehlasá dramatizace, vydavatel Audiostory                |
| 2022 | Miloš Kratochvíl         | Modrý Poťouch                        |                    | vydavatel: Témbr                                           |
| 2023 | Veronika Opatřilová      | Počkej na moře                       | Pavel Štěpánek     | Dvouhlasá četba                                            |
| 2016 | Kerry Lonsdale           | Všechno, co máme                     | Jindřiška Nováková | vydavatel. Témbr                                           |
| 2023 | různí autoři             | Hlubiny města                        |                    | vydavatel: Epocha, dvouhlasá četba s Kajetánem Písařovicem |
| 2023 | Marie Hajdová            | Jeřabinový dům                       | Vratislav Hubička  | Vydavatel: Tympanum                                        |
| 2023 | Erin Litteken            | Herbář vzpomínek                     | Helena Rytířová    | Dvouhlasá četba s Vilmou Cibulkovou                        |
| 2023 | A. F. Follmuth           | Mechanika lásky                      |                    | Dvouhlasá četba s Matoušem Rumlem                          |
| 2023 | Nicholas Sparks          | Milý Johne                           | Vlado Rusko        | Dvouhlasá četba s Markem Němcem                            |
| 2024 | Jane Austenová           | Northangerské opatství               | Jan Koukal         |                                                            |
| 2024 | Petra Kubašková          | Ocelová křídla motýla                | Helena Rytířová    | Vícehlasá četba                                            |
| 2024 | Stephen King             | Holly                                | Hynek Pekárek      |                                                            |
| 2024 | Rebecca Yarros           | Železný plamen                       |                    | Dvouhlasá četba s Matoušem Rumlem (37 hodin)               |
| 2024 | Rebecca Yarros           | Čtvrté křídlo                        |                    | Dvouhlasá četba s Matoušem Rumlem (27 hodin)               |
| 2025 | Petra Soukupová          | Marta děti nechce                    |                    | vícehlasá četba                                            |
| 2025 | Coco Mellors             | Sestry Blueovy                       |                    |                                                            |
| 2025 | Lucy Maud Montgomery     | Anna z Avonlea                       | Zuzana Pitterová   |                                                            |